# Чотири квадрати
«Чотири квадрата» — картина українського художника-авангардиста Казимира Малевича; написана в 1915 році.  Належить до напрямку українського безпредметного живопису, який Малевич назвав супрематизмом.

## Опис
Картина надзвичайно проста з виконання (як і «Чорний квадрат», «Чорне і біле») на ній зображені два чорних і два білих квадрата, які розміщені в шаховому порядку й об'єднуються в єдиний квадрат полотна. Особливість «Чотирьох квадратів» полягає в тому, що картина може бути продовжена в будь-яку сторону до безкінченності, утворюючи необмежену шахову дошку.

## Історія
В 1915 році були написані «Чотири квадрата» і в тому ж році робота була виставлена на Останній футуристичній виставці «0,10» разом з іншими 39 картинами, якими Малевич сповістив про створення нового напряму в живописі — супрематизму, а в 1929 році картина була передана в Саратовський художній музей, де зберігається до сьогодні.